# Observatori Goodricke-Pigott
L'Observatori Goodricke-Pigott és un observatori astronòmic privat a Tucson, Arizona. Va ser obert formalment el 26 d'octubre de 1996, i les observacions que va començar la nit amb les imatges del cometa Hale-Bopp. L'observatori rep el seu nom de dos astrònoms de finals del segle xviii, que vivia a York (Anglaterra), John Goodricke i Edward Pigott.

## Telescopis
L'observatori es va obrir amb una de Celestron C14, l'obertura de 0,35 metres, f/11 telescopi Schmidt-Cassegrain. Aquest instrument ha estat millorat amb una lent òptica nova i una unitat de rellotge nou, i una ST-4 rastrejador d'estrelles es va adjuntar al costat del telescopi per corregir una de dos minuts, deu segons d'arc d'error de moviment diari. Hi ha un altre telescopi anomenat MOTESS (Moving Object and Transient Event Search System) que és essencialment una càmera gegant dirigida al cel.